# Mattia Zanotti
Mattia Zanotti (Brescia, 11 de enero de 2003) es un futbolista italiano que juega en la demarcación de lateral derecho en el F. C. Lugano de la Superliga de Suiza.

## Biografía
Tras formarse como futbolista en las categorías inferiores del Inter de Milán, finalmente el 12 de diciembre de 2021 debutó con el primer equipo en la Serie A contra el Cagliari Calcio. El encuentro finalizó con un resultado de 4-0 a favor del conjunto milanés tras los goles de Alexis Sánchez, Hakan Çalhanoğlu y un doblete de Lautaro Martínez.

## Clubes
Actualizado al último partido disputado el 3 de mayo de 2023.
| Club                      | País   | Año       | Partidos | Goles |
| ------------------------- | ------ | --------- | -------- | ----- |
| Inter de Milán            | Italia | 2021-2023 | 3        | 0     |
| F. C. St. Gallen (cedido) | Suiza  | 2023-2024 | 35       | 3     |
| F. C. Lugano              | Suiza  | 2024-     | 41       | 2     |

## Palmarés

### Títulos nacionales
| Título              | Club           | País   | Año  |
| ------------------- | -------------- | ------ | ---- |
| Supercopa de Italia | Inter de Milán | Italia | 2022 |